# سوخوركرمي (مقاطعة غيلانغرب)
سوخوركرمي (بالفارسية: سوخورکرمی) هي قرية تقع في قسم حيدريه الريفي في إيران. يقدر عدد سكانها بـ 112 نسمة بحسب إحصاء 2016.